# 역전검사
《역전검사》(逆転検事)는, 캡콤의 추리 어드벤쳐 게임, 또는 그 시리즈의 이름이다. "역전재판" 시리즈의 스핀오프 타이틀이다.

## 개요
NEW역전 NOT재판을 콘셉으로 한 역전재판 시리즈의 첫 스핀오프 작품이다. 같은 시리즈의 캐릭터 ・미츠루기 레이지가 주인공이며, 법정 파트는 없으나, "동요시키기"와 "들이대기"를 사용한 대결 파트로 심문은 존재한다.
시스템도 게이지나 말풍선에 들어간 음성 대사 같은 것은 시리즈를 것을 답습하고 있지만, 탐정 파트는 수사 파트와 이름을 바꾸어, 미츠루기를 3인칭의 시점으로 조작하는 형태이다. 게이지도 기존 작품에 비하면 다소 길다(최소 페널티가 적음). 또, 시나리오의 진행도에 의해 게임오버의 내용이 변화한다.
본작의 시나리오 담당 디렉터는 [소생하는 역전]과 [역전재판 4] 의 기획 및 일부 텍스트를 담당한 야마사키 타케시로, 역전재판 시리즈에서 시나리오를 담당했던 다쿠미 슈는 본작에는 관여하지 않았다. 캐릭터 디자인 담당은 미츠루기의 목소리도 담당하는 이와모토 타츠로. BGM담당은 이와다레 노리유키.

## 등장 인물
미츠루기 레이지(일본어: 御剣 怜侍 みつるぎ れいじ[*]) [미츠루기]
역전검사의 주인공이자 천재 검사. 나루호도와 야하리의 초등학교 동창이다. 20세에 검사가 되었고, 그부터 5년간, 항상 유죄판결을 얻어 왔지만, 친구 나루호도와의 재회와 그와의 법정에서의 싸움을 거치고 그 생각을 서서히 바꿔간다. 붉은 슈트와 미간의 주름, 3단 프릴 타이가 특징.
이치죠 미쿠모(일본어: 一条美雲 いちじょう みくも[*]) [미쿠모]
역전검사에서 미츠루기의 조수이자 이치조 쿠로의 딸이며 '자칭' 야타가라스 대도둑. 그녀의 도구인 누스미짱(비공식 한글패치판 번안: 훔치미)을 사용해 미츠루기를 돕는 역할을 한다.
이토노코기리 케이스케(일본어: 糸鋸圭介 いとのこぎり けいすけ[*]) [이토노코]
경찰의 형사. 미츠루기 검사의 직속 형사이고 미츠루기 검사를 매우 신임한다. 충성심이 강하고 아마 에피소드 1에 나오는 스즈키 마코를 좋아하고 있다.
카루마 메이(일본어: 狩魔 冥 かるま めい[*]) [카루마][메이]
미츠루기와 같이 그녀의 아버지로부터 검사로 키워진 천재검사. 어린 나이지만 미국에서 검사가 되었다. 역전재판 2에서부터 등장한다. 법정, 위 아래를 상관않는 반말과 사건현장 할 것 없이 반항하는 사람은 채찍 세례를 날리는 게 특기.
로우 시류(일본어: 狼 士龍 ろう しりゅう[*]) [로우]
국제경찰 수사관, 검사들을 증오하며 미츠루기의 라이벌로 나타난다. 한편 미츠루기가 검사로서 데뷔할 뻔한 사건과 연루된 적이 있다.
시이나 (シーナ) [시이나]
로우 수사관의 파트너이자 부하, 로우 시류를 따라하는 포즈와 선글라스가 특징이며 그녀 역시 국제경찰 수사관이지만 베일에 싸여 있는 듯하다.

## 기본 조작
주된 기본 조작은 역전재판을 참고.

### 대결 파트
"역전재판" 시리즈의 "법정 파트"에 상응하는 파트. 사건 현장이나 그 주변에서 사건관례자와 논쟁한다. 상대의 증언을 더욱 파헤치는 "동요시키기", 실재와 증언이 다르다는 것을 증명하기 위한 증거품을 제시하는 "들이대기"의 2가지를 구사하고 진실을 파헤친다.
BGM은 "법정 파트"보다 1개 많은 3종류 ("대결~모데라토"・"대결~알레그로"・"대결~프레스토")이다.

### 수사 파트
"역전 재판" 시리즈의 "탐정 파트"에 상응하는 파트. 다양한 인물로부터 정보를 손에 넣거나 현장 검증을 하고 증거품을 모으는 것 같은 행동을 반복해서 재판에 필요한 단서를 모으는 것이 목적. 로직, 추리, 로직 체스에 실패하면 진상 게이지가 감소하고 게이지가 전부 사라지면 게임 오버가 된다.
로직
미츠루기의 능력에서 정보와 정보의 연결고리를 찾고 거기서 새로운 정보를 얻는 시스템. 미츠루기는 현장 검증을 하는 사이에 드러난 사실이나 궁금한 일 등을 자신의 두뇌에 축적한다. 미츠루기의 두뇌에 사건의 정보가 하나라도 있을 때 "로직" 패널을 터치하거나 L버튼을 누름으로써 머릿속의 정보를 생각해내 로직 모드로 이행한다. 그리고 정보와 정보의 관련성을 발견해서,"정리"하는 것으로 추가 정보를 찾아 낸다. 잘못된 정보를 선택하면 진상 게이지가 줄어든다.
정리
로직 모드로 이행한 상태에서 2개의 다른 정보를 선택하고 "정리" 패널을 터치하거나 X버튼을 누르면 "정리"하는 것으로, 새로운 정보도 얻고 가설을 세우기도 한다. 관계가 없는 정보들을 수립할 경우 진상 게이지가 줄어든다. 원칙적으로 정리되는 정보는 한번에 2개까지이며 3개 이상 만들기는 불가능하다. 예를 들면 3개의 정보 A·B·C가 있다고 하자. 한꺼번에 모든 것을 만들기는 불가능하지만, 정보 A와 정보 B를 정리하면서 얻은 새로운 정보 D를 다시 정보 C와 정리하는 것 같은 일이라면 가능하다..
추리
현장과 증거품 사이에 모순이 생긴 경우, 그것을 지적하면서 새로운 정보를 얻을 수 있다. 사건 현장 속에서도 시신 주변 등의 중요한 장소에서는 커서를 조작함으로써 더 자세히 알아볼 수 있는데, 이때 화면에 "추리" 패널이 표시되면 패널을 터치하거나 X버튼을 누르면 커서를 맞춘 부분 자체에 증거물을 들이댈 수 있다. 잘못하면 진상 게이지가 줄어든다.
정보 재현
"오목면"이라 불리는 미쿠모가 갖춘 휴대 전화와 비슷한 기계 정보를 입력함으로써, 그것을 입체 영상으로 시뮬레이팅 할 수 있다. 정보만 있으면 큰 건물의 통로부터 움직이는 생물까지 재현이 가능하다. 모은 정보와 증거물 등의 데이터를 특수한 기계에 입력하는 것으로, 범행 당시 사건 현장의 상황을 유사하게 실물 크기로 재현한다. 그 재현된 현장을 더 수사하면서, 입력 데이터에 틀린 것이 있거나 데이터가 부족하지는 않았는지 확인하면서 숨겨진 진실에 도달할 수 있다. 재판 중에 얻은 정보에 따라서는 재현의 내용이 갱신된다는 것도 있다. "역전검사 2"에서 다른 2가지 상황을 바꿀 수 있게 되었다.
로직 체스
　"역전검사2"에 등장. 증언하는 것을 거부하는 인물들에게 사용한다. 상대의 반응이나 상황을 지켜보고 빈틈을 찌르는 질문을 하거나, 눈치를 보거나, 숨겨진 정보를 알아낸다. 밀고 당기기에 따른 심리전을 보고 미츠루기가 체스에 비유한다. 제한 시간이 있어 로직 체스를 잘못하면 나머지 시간이 줄고, 0이 되면 로직 체스의 실패로 진상 게이지가 줄어든다. 로직 체스에 성공하면 진상 게이지가 전부 회복된다. 말(숨기고 있는 정보)의 수는 최소 2개, 최대 5개이다. 로직 체스 도중에 "단서"를 갖고 있지 않다고 뚫을 수 없는 말(정보)도 존재한다.
영상 지적
"역전검사2"에 등장. "형사"라고 불리는 이토노코의 7가지 도구 중 하나. 기록한 영상이나 사진을 확대할 수 있다.

## 에피소드 목록
제1화역전의 방문자
제2화역전의 에어라인
제3화가로채인 역전
제4화지나간 역전
제5화불타오르는 역전

## 평가
| 평가 |            |
| --- | ---------- |
| 통합 점수 통합사 점수 메타크리틱 DS: 78/100 [ 1 ] 평론 점수 평론사 점수 어드벤처 게이머즈 [ 2 ] 유로게이머 8/10 [ 3 ] 게임스팟 8/10 [ 4 ] 게임존 7.5/10 [ 5 ] IGN 7.6/10 [ 6 ] 닌텐도 월드 리포트 8.5/10 [ 7 ] TouchArcade iOS: [ 8 ] |            |
| 통합 점수 |            |
| 통합사 | 점수       |
| 메타크리틱 | DS: 78/100 |
| 평론 점수 |            |
| 평론사 | 점수       |
| 어드벤처 게이머즈 | [ 2 ]      |
| 유로게이머 | 8/10       |
| 게임스팟 | 8/10       |
| 게임존 | 7.5/10     |
| IGN | 7.6/10     |
| 닌텐도 월드 리포트 | 8.5/10     |
| TouchArcade | iOS:       |